# Pierre Le Muet
Pierre Le Muet, né à Dijon le 7 octobre 1591 et mort le 28 septembre 1669 à Paris, est un architecte français, l'un des quatre grand noms du XVIIe siècle français, avec François Mansart, Jacques Lemercier et Louis Le Vau.

## Biographie
Né à Dijon en 1591, il est nommé architecte du roi en 1616, sous la régence de Marie de Médicis. Il a d'abord été « architecte ordinaire du roi et conducteur des desseins des fortifications de la province de Picardie ». Ingénieur militaire, il a travaillé sous les ordres de Pierre de Conty d'Argencour.
Il est issu d'une famille d'épée et de robe et non d'une famille de maçons. En 1632, il épouse Marie Autissier, fille de Jean Autissier, entrepreneur maître maçon parisien et promoteur, en 1607, du lotissement de la rue Dauphine dans l'actuel VIe arrondissement de Paris. Jean Autissier a été l'entrepreneur chargé de la construction de l'hôtel de la Reine Marguerite de Valois le long du quai Malaquais. Il a aussi construit à Suresnes, au mont Valérien, la crypte de l'ermite Séraphin de la Noüe (ou crypte de la reine Margot), entre 1610 et 1615, à la demande de la reine Marguerite de Valois.
Non loin de là, rue Christine, les époux Le Muet sont propriétaires de deux maisons (actuels no 2 et no 6). Ils demeurent au no 6 jusqu'en 1669, année du décès de Pierre Le Muet,.

## Œuvres
Après la mort de Jacques Lemercier (1654), qui avait lui-même remplacé François Mansart, Le Muet est chargé de l'achèvement du Val de Grâce. Il donne les plans de l'église des Petits-Pères (1628) à Paris, ainsi que des châteaux de Pont (1638) à Pont-sur-Seine (Aube) ainsi que le Château de Chavigny (1637) à Lerné (Indre-et-Loire), avant de poursuivre et d'achever la construction interrompue du château de Tanlay (1643-1649) à Tanlay (Yonne).
Pierre Le Muet a également fourni les plans des hôtels particuliers suivants :

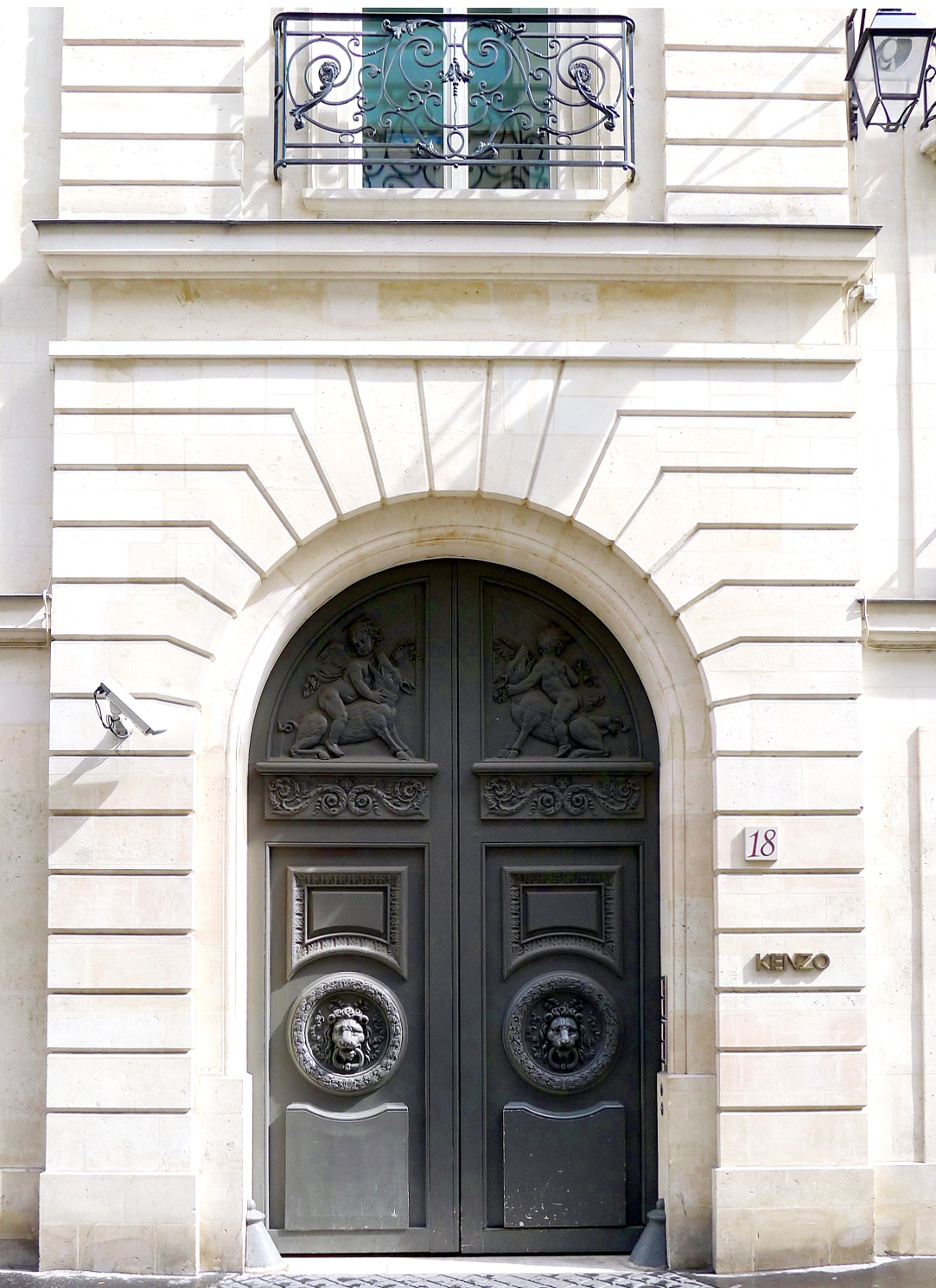
Immeuble au no 18 rue Vivienne à Paris.

- 1639 : hôtel Coquet (1639-1644), ultérieurement hôtel Desmarets, construit pour Jacques Coquet, trésorier de France, agrandi par Jacques Bruand en 1658-1661 puis transformé au XIXe siècle ; rue Vivien, actuelle rue Vivienne (no 18), Paris ;
- 1642 : Hôtel Gauthier, Dijon;
- 1643 : trois petites maisons, connues aussi sous la désignation petit hôtel Tubeuf (1643-1644) construites pour Jacques Tubeuf, futur surintendant des finances, familier et prête-nom de Mazarin, lorsqu'il loua à ce dernier l'ancien hôtel Duret de Chevry, qu'il avait acquis en 1641 ; maisons détruites lors de la construction de la Bibliothèque impériale ; rue Neuve-des-Petits-Champs, actuelle rue des Petits-Champs, Paris ;
- 1644 : hôtel d'Avaux (1644-1650), ultérieurement hôtel de Beauvilliers ou hôtel de Saint-Aignan, construit pour Claude de Mesme, comte d'Avaux, puis transformé pour Paul de Beauvilliers, duc de Saint-Aignan, qui l'acheta en 1688 ; no 71 rue Saint-Avoye, actuelle rue du Temple, Paris ;
- 1646 : écuries et bibliothèque de l'ancien hôtel Duret de Chevy, cité ci-dessus, pour Jacques Tubeuf, rue Neuve des Petits-Champs, détruites ;
- 1649 : hôtel Tubeuf (1649-1655), ultérieurement hôtel Colbert de Torcy construit pour Jacques Tubeuf, rue Vivien, actuelle rue Vivienne (no 16), Paris ;
- 1650 : Hôtel de Luynes, dit aussi hôtel de Chevreuse, construit pour Marie de Rohan-Montbazon, duchesse de Chevreuse. Cet hôtel, qui fut également habité par Louis Charles, duc de Luynes, fils du premier lit de la duchesse, a été détruit lors du percement du boulevard Saint-Germain. Il était situé à l'emplacement de l'actuelle rue de Luynes, à Paris ;
- 1659 : plan de l'hôtel de Laigue (1659-1661), no 16 rue Saint-Guillaume, Paris.

### Attribution problématique
- 1644-1647 : hôtel de Comans d'Astry construit pour Thomas de Comans d'Astry, conseiller du roi, Quai de Béthune (no 18), Paris ;
En contradiction avec Maurice Dumolin (1868-1935) qui avait avancé le nom de Louis Le Vau en se fondant sur la mention d'une dette de cet architecte envers la veuve de Thomas de Comans d'Astry[4], Anthony Blunt (1907-1983) attribua la conception de l'hôtel de Comans d'Astry à Pierre Le Muet, en raison de considérations d'ordre stylistique[5] et fut à son tour critiqué par Claude Mignot (né en 1943), universitaire historien de l'architecture française classique (1540-1708)[6]. Plus récemment « un retour aux documents d'archives » a permis à Alexandre Cojannot (né en 1974), de conclure « qu'à partir de ces éléments, on peut avancer sans risque que Louis Le Vau a bien été l'architecte de l'hôtel d'Astry, au moins depuis le début de l'année 1645 et jusqu'à la fin du chantier[7]. »

## Publications
Il a traduit Palladio (1626) et Vignole (1632).
On lui doit également le livre Manière de bien bâtir pour toutes sortes de personnes, publié à Paris en 1623,.